# Њемешани
Њемешани (слч. Nemešany) насељено је мјесто са административним статусом сеоске општине (слч. obec) у округу Љевоча, у Прешовском крају, Словачка Република.

## Становништво
| Година:    | 1994. | 2004.   | 2014.    | 2024.    |
| ---------- | ----- | ------- | -------- | -------- |
| Број људи: | 330   | 354     | 413      | 504      |
| Разлика:   |       | +7,27 % | +16,66 % | +22,03 % |

| Година:    | 2023. | 2024.   |
| ---------- | ----- | ------- |
| Број људи: | 476   | 504     |
| Разлика:   |       | +5,88 % |

Према подацима о броју становника из 2011. године насеље је имало 393 становника.